# اریبو-سور-سیان
اریبو-سور-سیان (به فرانسوی: Auribeau-sur-Siagne) یک کمون در فرانسه است که در canton of Grasse-Sud واقع شده‌است.

## خصوصیات
اریبو-سور-سیان ۵٫۴۸ کیلومترمربع مساحت و ۳٬۰۴۲ نفر جمعیت دارد.

## نگارخانه

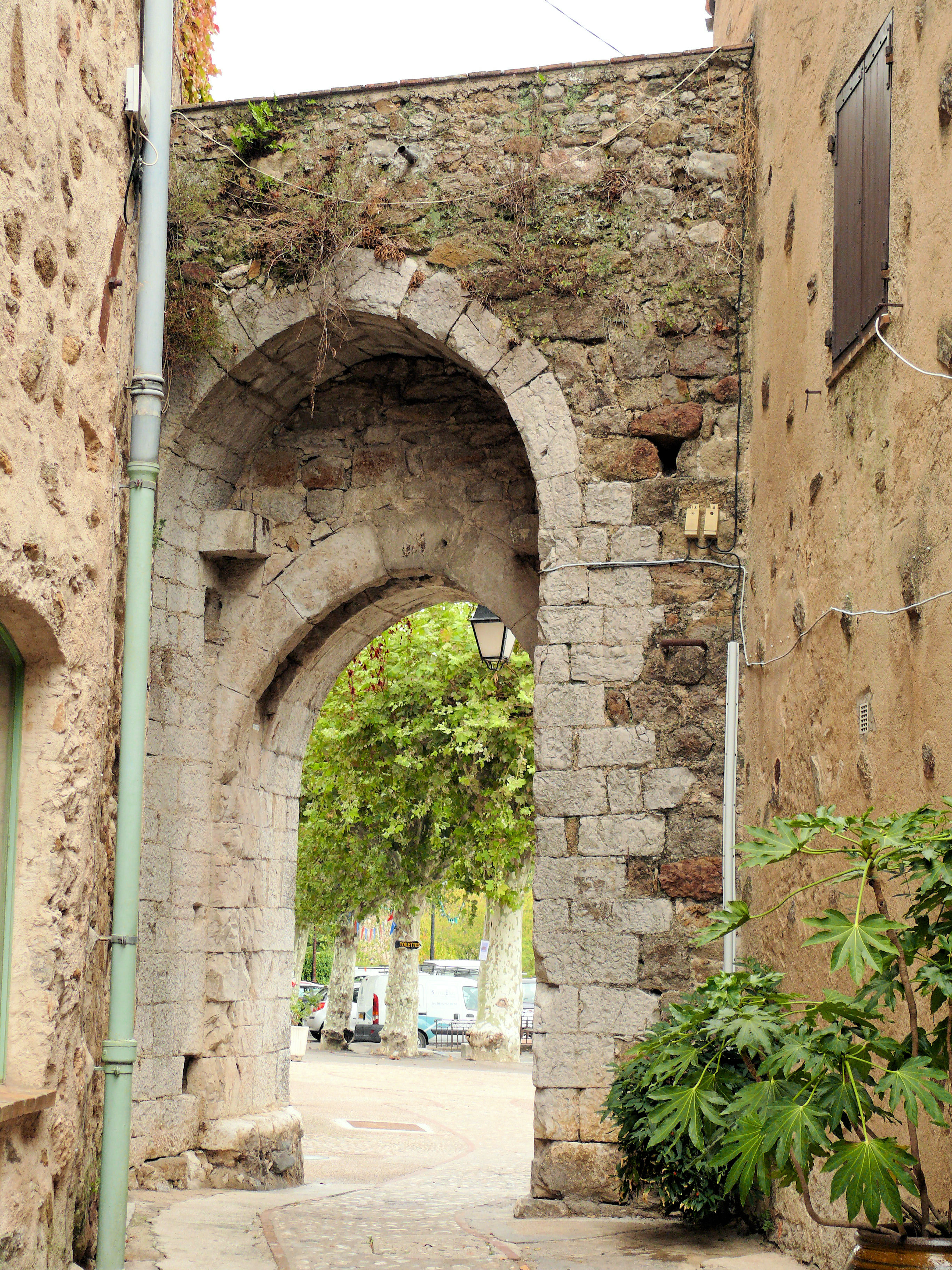
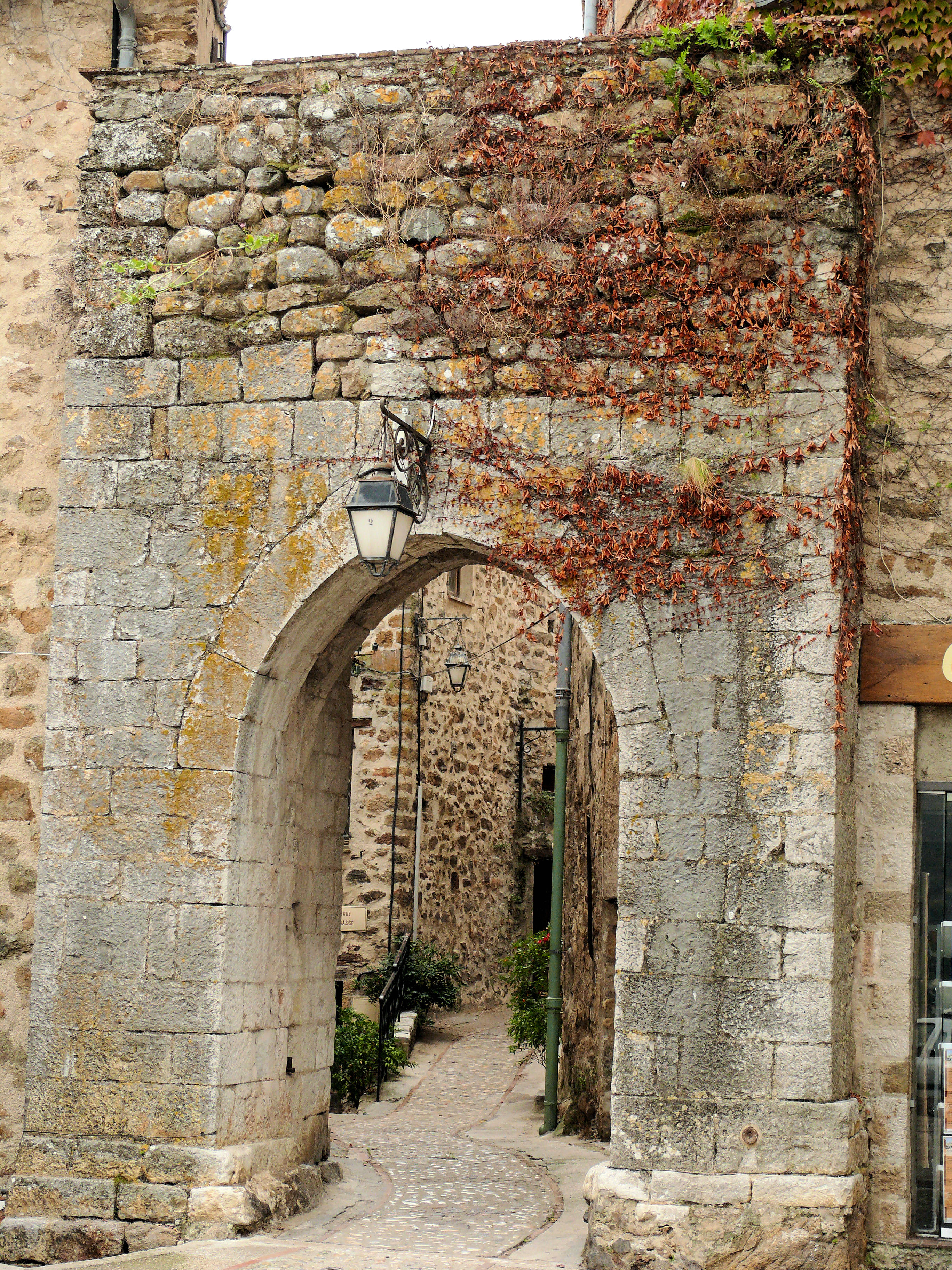
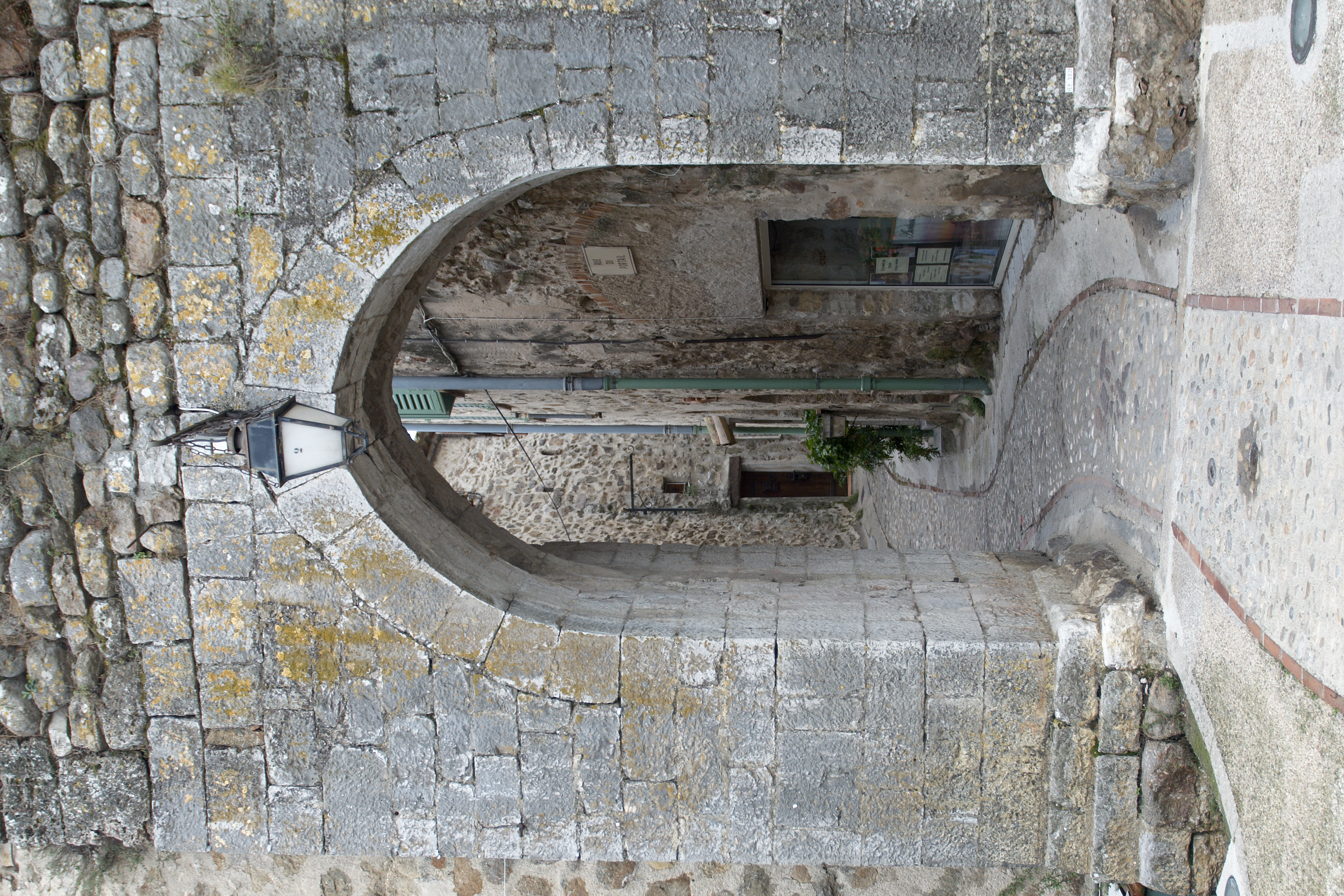
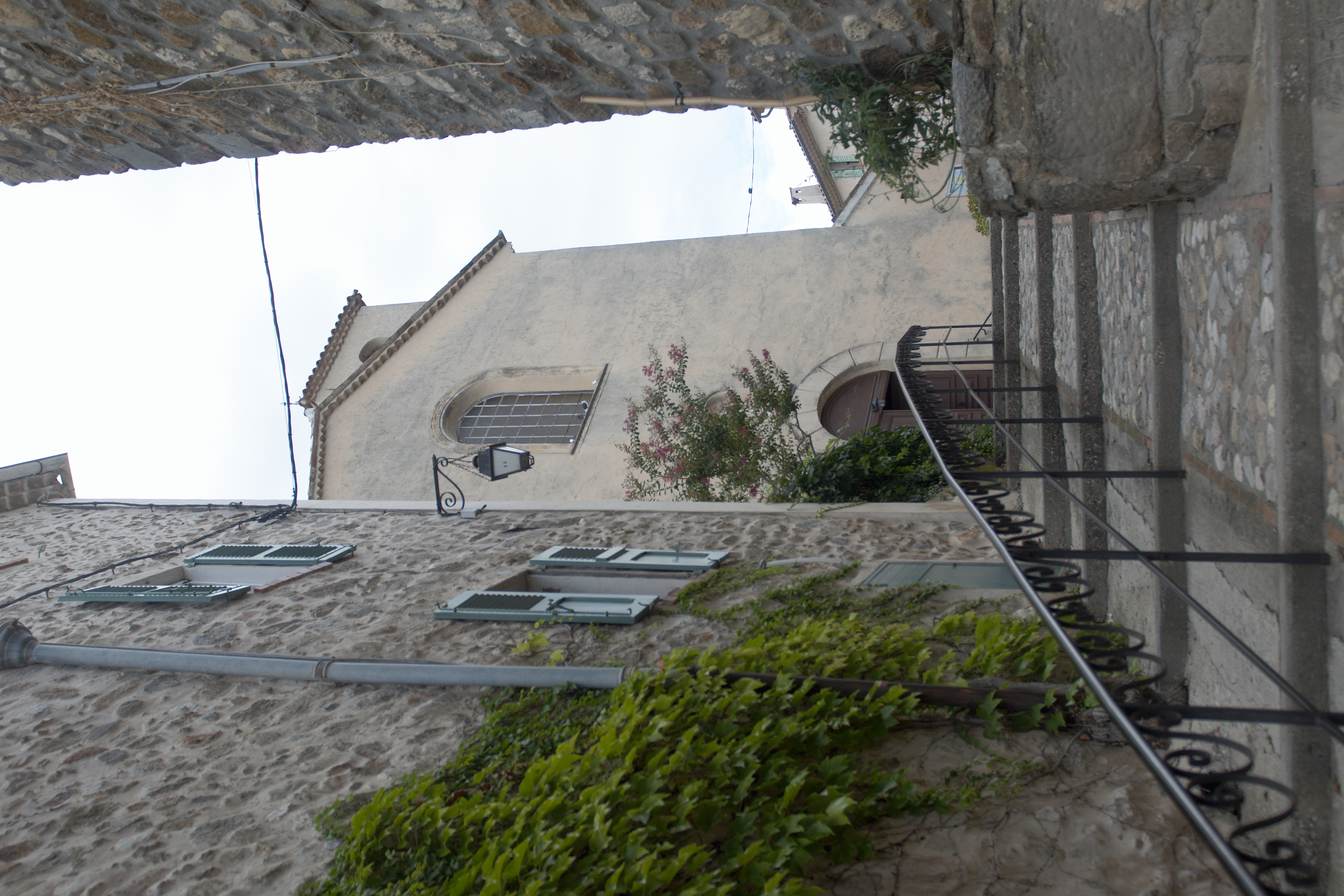
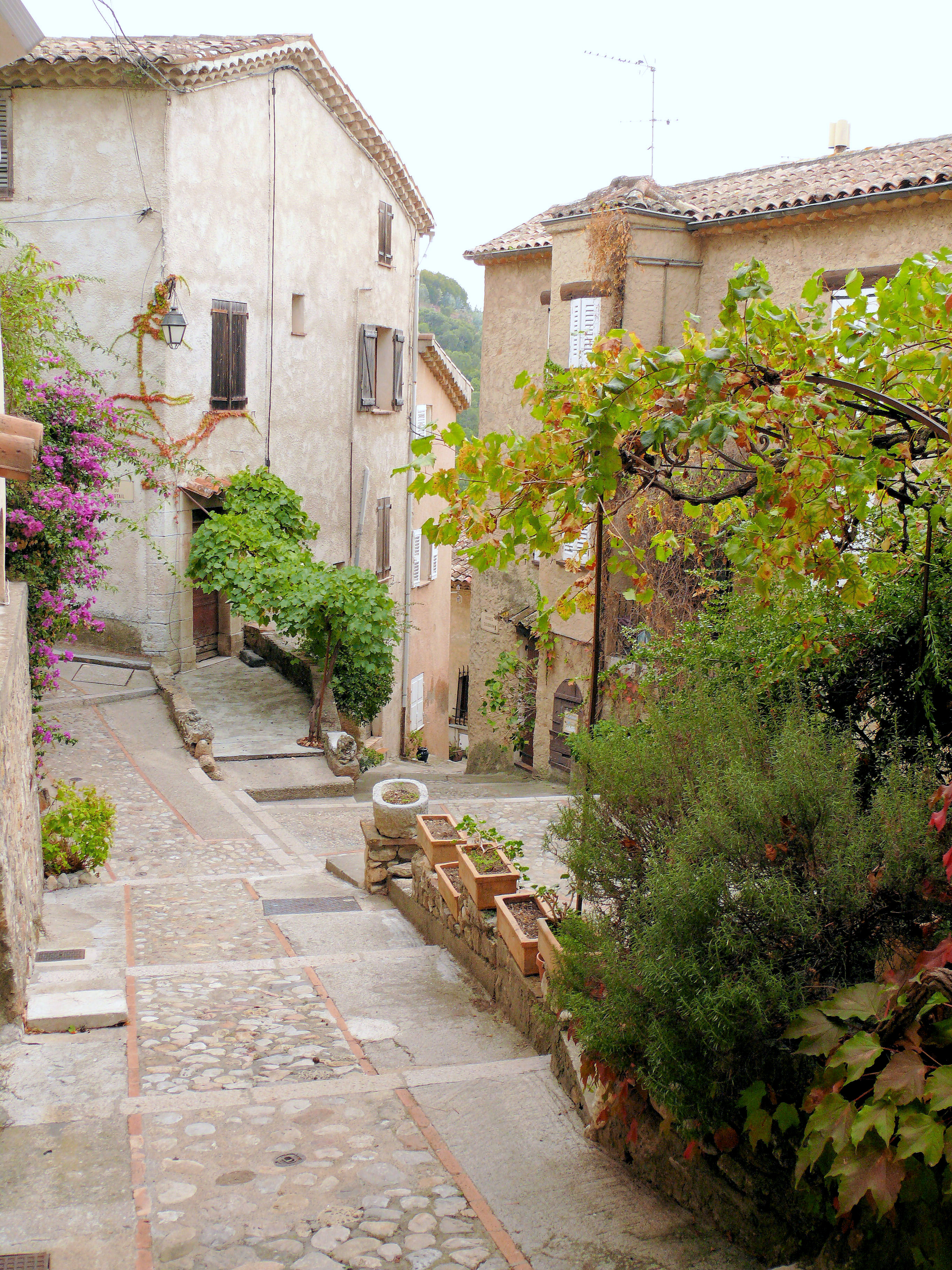
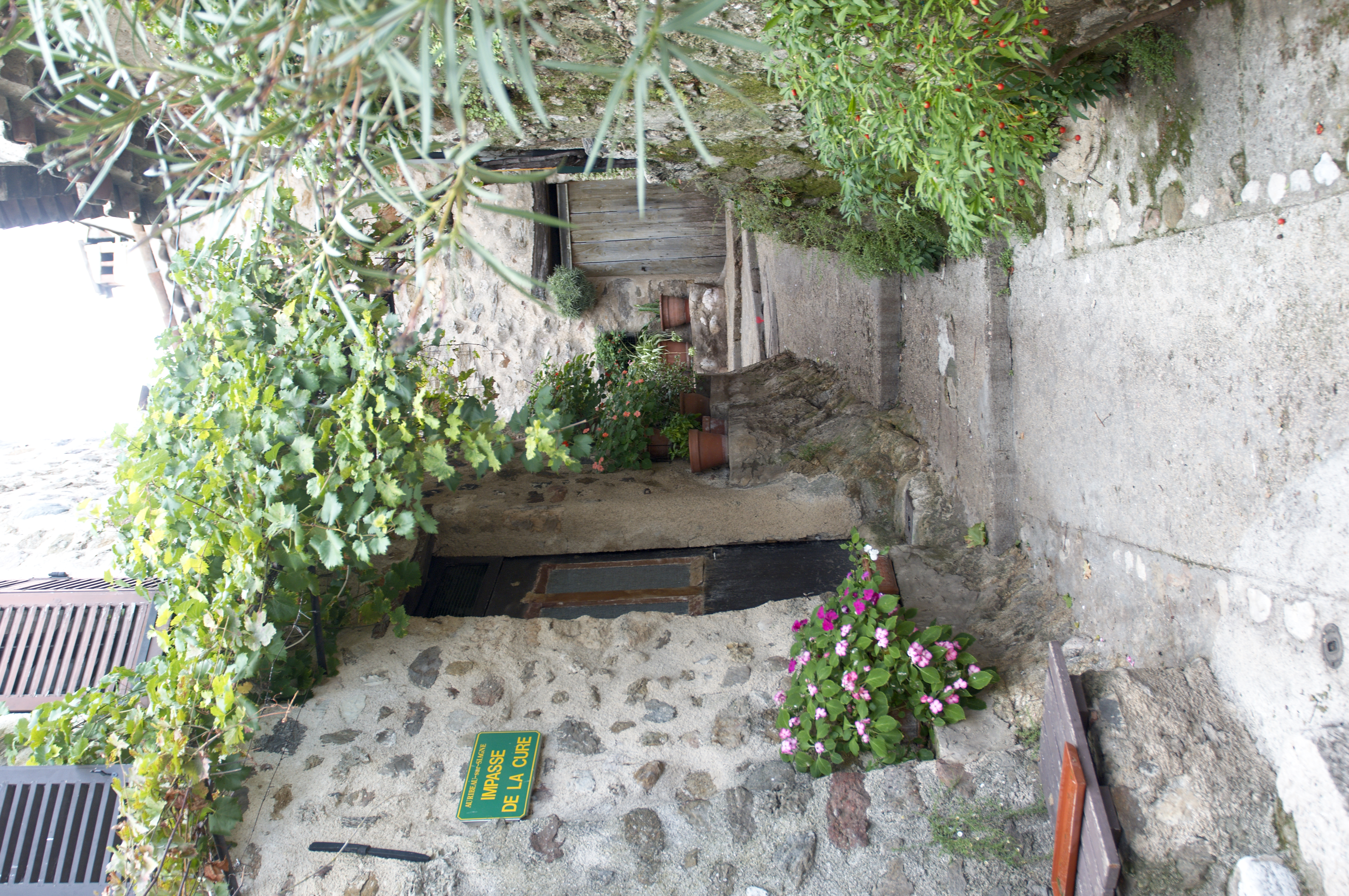
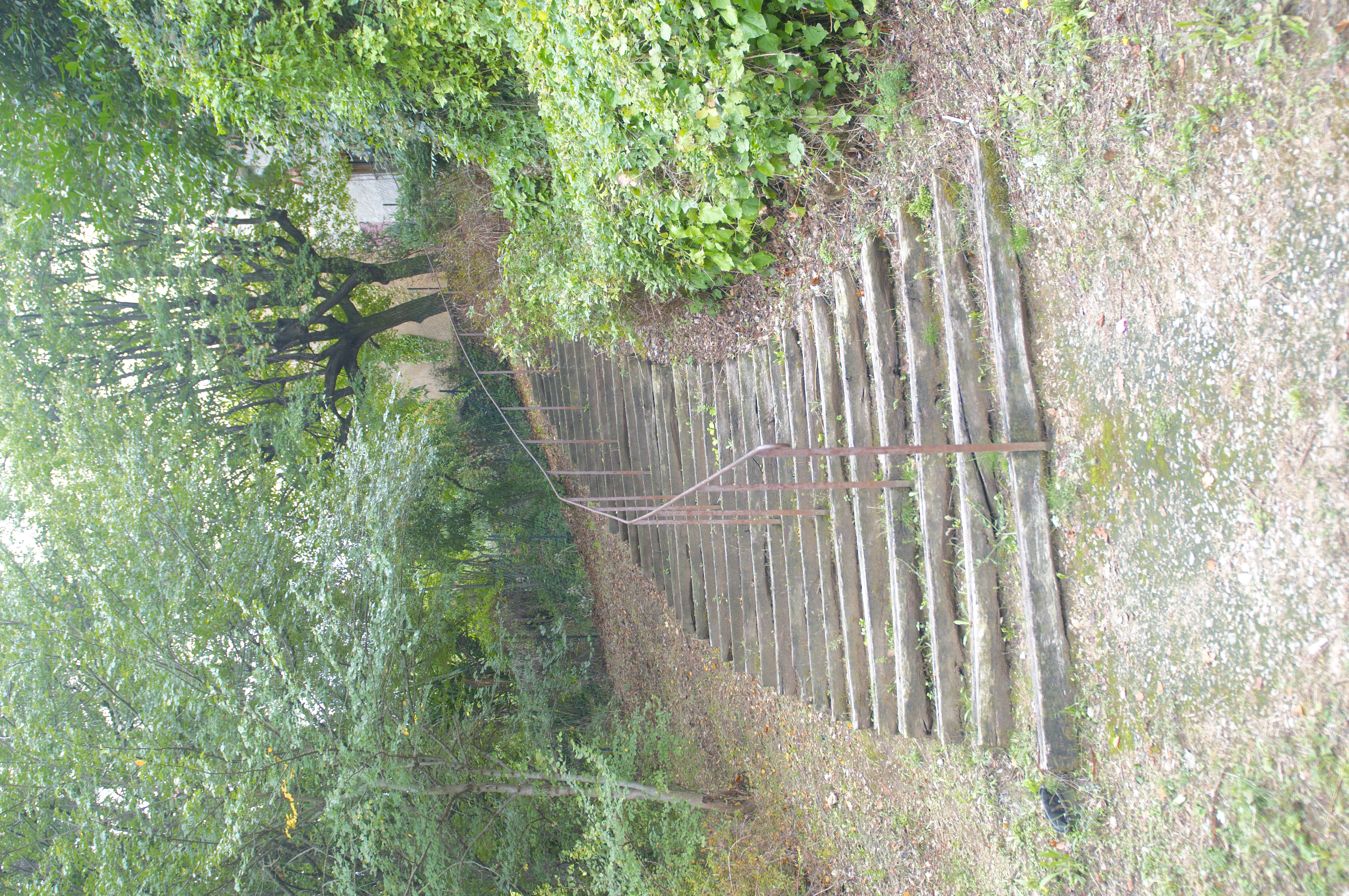
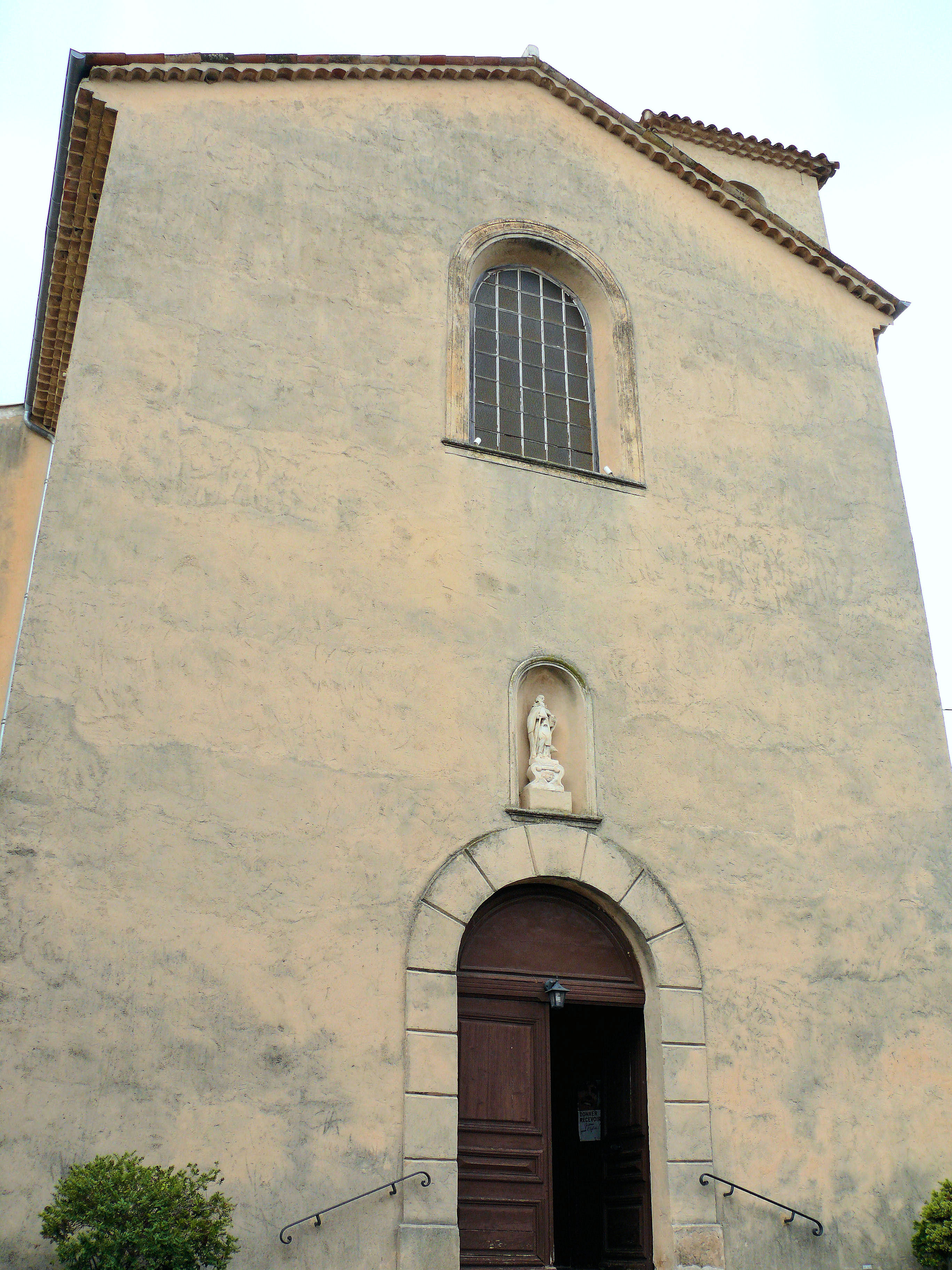